# Brachypetersius notospilus
Brachypetersius notospilus är en fiskart som först beskrevs av Pellegrin, 1930.  Brachypetersius notospilus ingår i släktet Brachypetersius och familjen Alestidae. IUCN kategoriserar arten globalt som otillräckligt studerad. Inga underarter finns listade.